# Иванов, Владимир Игоревич
Владимир Игоревич Иванов (укр. Володимир Ігорович Іванов; род. 6 июня 1985, Киев) — украинский кинооператор. Член Национального союза кинематографистов Украины (2011).

## Биография
Родился в семье кинооператора Игоря Валентиновича Иванова. В 2007 году окончил операторский факультет Киевского университета театра, кино и телевидения имени И. К. Карпенко-Карого (мастерская С. А. Лисецкого). Дипломной работой стал короткометражный фильм «Дождь» (режиссёр Марина Врода), показанный в 2008 году в конкурсной программе Киевского международного кинофестиваля «Молодость».
В 2006 году дебютировал в качестве оператора-постановщика телевизионного фильма («Внеземной»; режиссёр Сергей Крутин), в 2012 году — в качестве оператора-постановщика полнометражного игрового фильма («Хайтарма»; режиссёр Ахтем Сеитаблаев).
С 2014 года учится в Киноуниверситете Бабельсберг имени Конрада Вольфа в Потсдаме.

## Избранная фильмография
- 2004 — Вдохновение (режиссёр С.Крутин) — короткометражный
- 2004 — Жили-были (режиссёр С.Крутин) — короткометражный
- 2004 — Острые вещи (режиссёр Анна Пащенко) — короткометражный
- 2006 — Семейный портрет (режиссёр М.Врода[укр.]) — короткометражный
- 2007 — Внеземной (режиссёр С.Крутин)
- 2007 — Дождь (режиссёр М.Врода) — короткометражный
- 2007 — Здравствуйте Вам! (режиссёр Владимир Крайнев)
- 2007 — Крылья (режиссёр Александр Усик) — короткометражный
- 2008 — Заходи — не бойся, выходи — не плачь (режиссёр Роман Барабаш)
- 2008 — В Париж! (режиссёр С.Крутин)
- 2009 — Гувернантка (режиссёр С.Крутин)
- 2009 — За рамками (режиссёр Максим Ксенда) — короткометражный
- 2010 — Если бы я тебя любил (режиссёр С.Крутин)
- 2010 — Люблю 9 марта! (режиссёр С.Крутин)
- 2010 — Пара гнедых (режиссёр С.Крутин)
- 2010 — Улыбнись, когда плачут звёзды (режиссёр Маргарита Красавина)
- 2010 — Хроники измены (режиссёр С.Крутин)
- 2011 — Кросс[укр.] (режиссёр М.Врода) — короткометражный
- 2012 — Дорога (режиссёр М.Ксенда) — короткометражный
- 2012 — Личная жизнь следователя Савельева (режиссёр С.Крутин)
- 2012 — Полёт бабочки (режиссёр Николай Михайлов)
- 2013 — Departure (режиссёр М.Ксенда) — короткометражный
- 2013 — Хайтарма (режиссёр А.Сеитаблаев)
- 2014 — Ветер в лицо (режиссёр Н.Михайлов)
- 2014 — Одинок по контракту (режиссёр Евгений Матвиенко)
- 2015 — 25-й час (режиссёр Н.Михайлов)

## Награды
персональные
- «Лучшая операторская работа» (Киевский международный кинофестиваль «Пролог», 2004) — за короткометражный фильм «Вдохновение»
- «Лучшая видеооператорская работа» (кинофестиваль «Открытая ночь», 2004) — за короткометражный фильм «Вдохновение»
- «Лучшая операторская работа» (Бакинский международный кинофестиваль, 2006) — за короткометражный фильм «Семейный портрет»

фильмам
- 2008 — «Grand Remi Award» 41-го Международного фестиваля независимого кино WorldFest-Houston[англ.] — фильму «Внеземной»
- 2011 — «Золотая пальмовая ветвь» 64-го Каннского кинофестиваля — короткометражному фильму «Кросс»[1]
- 2013 — Гран-при первой конкурсной программы игровых фильмов 4-го Трускавецкого международного кинофестиваля телевизионных фильмов «Корона Карпат[укр.]» — фильму «Хайтарма»[2]
- 2014 — премия «Лучший фильм 2013» Национального союза кинематографистов Украины — фильму «Хайтарма»[3]
- 2014 — Национальная кинематографическая премия «Ника» (за 2013 год) «Лучший фильм стран СНГ и Балтии» — фильму «Хайтарма»[4]
- 2014 — «Лучший фильм» 12-го Международного кинофестиваля «Кимера» — фильму «Хайтарма»[5]